# Miki Nadal
Miguel Nadal Furriel (Saragossa, 29 de setembre de 1967), conegut com a Miki Nadal, és un actor i humorista aragonès conegut per col·laborar en múltiples programes de televisió i de ràdio.

## Biografia
Va néixer a Saragossa. Va viure en una localitat de saragossana de Pedrola fins als 5 anys, que va ser quan es va traslladar amb els seus pares a Saragossa. Va ser alumne en els col·legis Santo Domingo de Silos i Santo Tomàs de Aquino. Va estudiar la carrera de Dret, que va interrompre per realitzar el servei militar a Madrid i Ferrol. Va treballar més o menys 4 anys a Guadalajara i posteriorment a Madrid, on es va convertir en actor. Va començar en el programa de Pepe Navarro " La sonrisa del pelícano", el 1997.
Entrà a formar part de l'equip de l'"Informal" de l'any 1999, en la segona temporada del programa. Al principi es dedicava a la tasca de doblar seqüències junt a Florentino Fernandez, però a poc a poc fou guanyant protagonisme fins a convertir-se en una persona més del programa, que durà fins a l'abril de 2002.
Precisament en l'"Informal" va conèixer la seva companya de treball, Patricia Conde, i que ara mateix treballen junts al programa de "Sé lo que hicisteis...".
Ha treballat en l'"Informal", "La corriente alterna", "El show de Flo", "UHF", "Splunge", "Mis adorables vecinos", "El club de la comedia", "Zulú Bingo", "Los Irrepetibles de Amstel, "Cafetería Manhattan", va tindre un programa de concurs anomenat "No sabe, no contesta" transmitit en La Sexta i actualment col·labora en el programa de "Sé lo que hicisteis...", de la mateixa cadena. Ha aparegut com convidat en series com "Casi Perfectos" junt a Emilio Aragón i "7 vidas", junt a Florentino Fernandez.

## Filmografia

### Cinema
- Un buen novio (1997)
- La punta del iceberg (2000) (Curtmetratge)
- Little Nicky (2000) (Doblatge)
- Una de zombies (2003)
- Heaven (2003) (Curtmetratge)
- Made in China (2003) (Curtmetratge)
- Isi/Disi. Amor a lo bestia (2004)
- Tengo algo que decirte (2009) (Curtmetratge)
- Buried (com a productor associat, 2010).

### Televisió
| - La sonrisa del pelícano (1997) - Hermanas (1998) - El informal (1999-2002) - 7 vidas (2001) (1 episodi) - El show de Flo (2001-2002) - La selva de los famosos (2002) - La corriente alterna (2001) - Ya es viernes... ¿o no? (2003) - Homo Zapping(2003) (Com invitat) - El club de la comedia (2003-2005) - UHF(2003-2004) - Casi perfectos(2004) - Splunge (2004-2005) - El verano de tu vida (2005) - Mis adorables vecinos (2005-2006) - Zulú Bingo (2005-2006) - Planeta finito (2006) - No sabe, no contesta (2006) - Los irrepetibles (2006) - Plan C (2006) | - Sport Center 2006 (2006) - Sé lo que hicisteis la última semana (2006-2007) - Sé lo que hicisteis... (2007-2011) - Cafetería Manhattan (2007) - La hora de José Mota (2010) (Com invitat) - Museo Coconut (2010) (1 episodi) - El ránking de la década (2010) - El club del chiste (2010) (Com invitat) - laSexta Meteo (2010) - Algo pasa con Marta (2010) (Com invitat) - El club de la comedia (2011) - Tonterías las justas (2011) (Com invitat) - No le digas a mamá que trabajo en la tele (2011) (Com invitat) - Otra movida (2012) (Com invitat) - Splash! Famosos al agua (2013) (Com a concursant) - Taxi (2013) - Me resbala (2013-2014) - Zapeando (2013-2014) - Tu cara me suena (2014) (Com invitat) |

### Teatre
- Antología de la zarzuela (1995)
- Festival de Hita (1995)
- Las mariposas son libres (1996)
- Galería de nocherniegos (1997)
- Apertura orangután (1997)
- El valiente negro en Flandes (1998)
- Don Quijote (1998)
- Mío Cid Campeador (1999)
- 5 Hombres.com (2001-2005)
- El club de la comedia (2003-2005)
- Hombres, mujeres y punto (2006)
- Ni tontos ni tan calvos (2010)
- Rumbo a Río (2010)
- Mikipedia (2012)